# Confrontos de Odesa em 2014

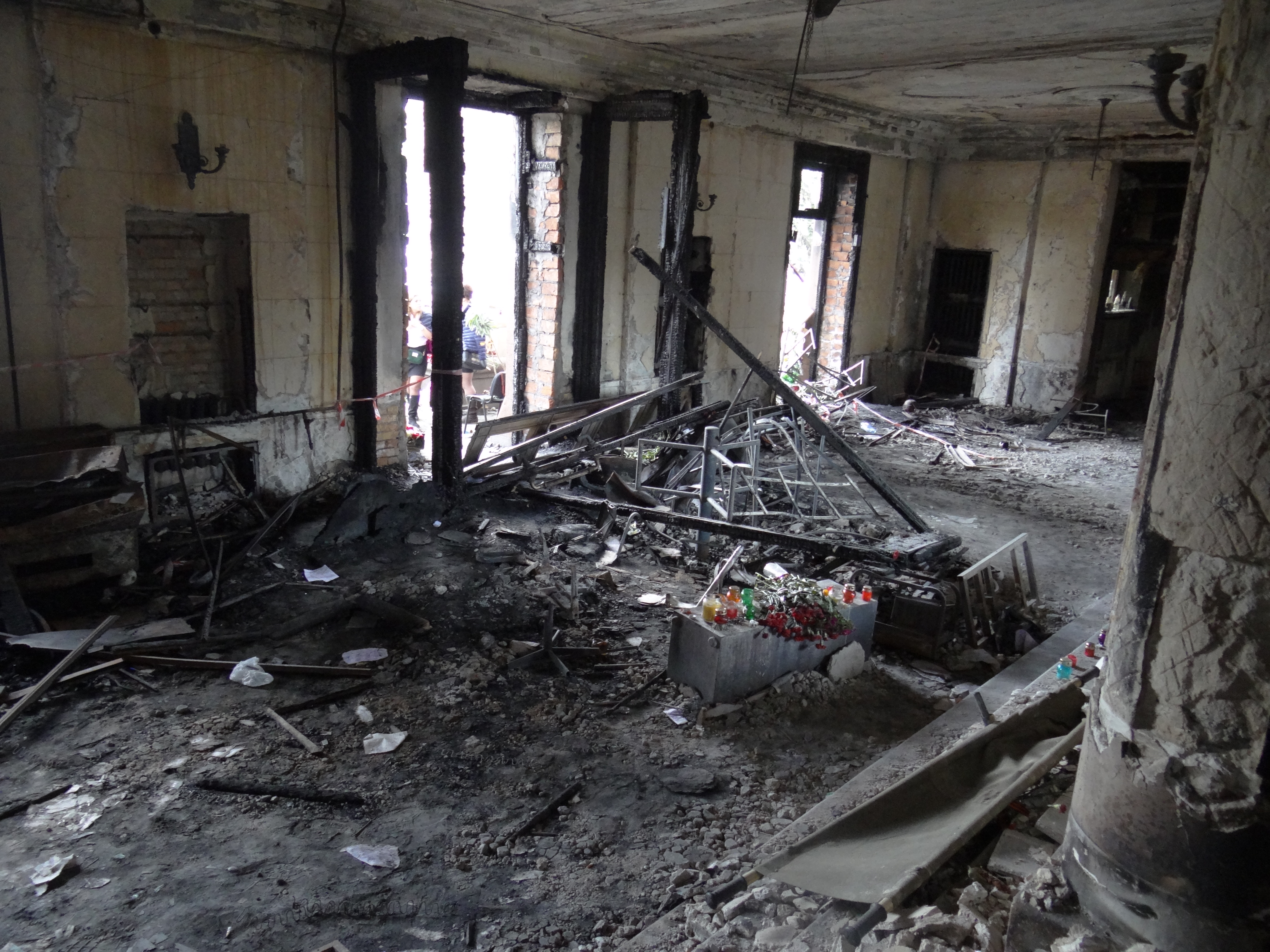
Edifício Profsojuz incendiado em Odessa

Os Confrontos de Odessa em 2014 foram enfrentamentos que ocorreram na cidade de Odessa, no sul da Ucrânia, entre 26 de janeiro e 2 de maio de 2014, entre apoiadores da Maidan (favoráveis à integração da Ucrânia à Europa) e seus oponentes (favoráveis à integração com a Rússia).
Diferentemente dos protestos da Maidan, quando os choques envolveram principalmente ativistas e a polícia (ou titushki), em Odessa defrontaram-se pessoas com diferentes visões políticas sobre o futuro da Ucrânia, após a revolução de fevereiro e a destituição do presidente eleito, Viktor Yanukovych. Ao contrário do que ocorreu nos protestos da Maidan, em Kiev, em Odessa a polícia foi passiva e não conseguiu garantir a segurança dos manifestantes. 
A violência culminou no dia 2 de maio, quando uma passeata "Ucrânia Unida" foi atacada por separatistas pró-Rússia. Pedras, coquetéis molotov e pólvora foram usados por ambos os lados; dois ativistas pró-Maidan e quatro ativistas pró-Rússia foram mortos a tiros. Os manifestantes pró-Maidan se deslocaram então para a Praça Koulikovo (Kulykové Polé), a  fim de desmantelar um acampamento de manifestantes pró-Rússia, o que fez com que vários dos acampados buscassem abrigo na vizinha Casa dos Sindicatos. Tiros foram disparados por Manifestantes pró-Maidan contra os encurralados no prédio, que tentavam revidar com pedras e armas improvisadas como estilingues. Os pró-Maidan tentaram invadir o prédio, que pegou fogo depois que estes jogaram coquetéis molotov no prédio com as pessoas dentro. O Fogo se espalhou rapidamente, enchendo o local de fumaça. Muitos morreram carbonizados ou asfixiados. Os que tentavam sobreviver se jogando das janelas pra tentar fugir do fogo e da fumaça, eram agredidos no chão pelos Pró-Maidan. Os que sobreviveram ainda dentro do Prédio, muitos foram finalizados por estes.
De forma documentada e verificável, os confrontos em Odessa deixaram 48 pessoas mortas, sendo que 46 eram ativistas pró-Rússia. Cerca de 42 das mortes aconteceram no massacre na Casa dos Sindicatos e 200 pessoas ficaram feridas. Foi o conflito civil mais sangrento na região desde a Revolta bolchevique de Odessa de 1918. Embora vários supostos perpetradores tenham sido acusados, ainda não houve um julgamento. Há alegações de que alguns policiais conspiraram com ativistas pró-Maidan nos confrontos de rua iniciais. Em 2015, o Painel Consultivo Internacional do Conselho da Europa concluiu que a independência da investigação foi prejudicada por "provas indicativas de cumplicidade policial" e que as autoridades falharam em investigar minuciosamente os eventos.

## Antecedentes
De novembro de 2013 a janeiro de 2014, as manifestações em Odessa ocorreram sem demonstrações evidentes de violência: os apoiadores do Euromaidan eram a favor de uma mudança de regime, do fim da perseguição à oposição  e da integração europeia da Ucrânia, enquanto os oponentes eram a favor da restauração da ordem no país, do estreitamento das relações com a Rússia (inclusive no âmbito da União Aduaneira) e contra o extremismo e os grupos radicais de direita.
Em meados de janeiro de 2014, a situação em Odessa esquentou, assim como em Kiev, com um crescente descontentamento quanto à inclinação pró-Russia do governo Yanukovych. Houve confrontos entre manifestantes e forças de segurança e uma onda de apreensões de prédios administrativos no oeste da Ucrânia. Os choques entre oponentes  e apoiadores do Euromaidan, perto do prédio da administração estadual regional de Odessa, bem como a formação de "vigilantes do povo" por organizações anti-Euromaidan, remontam a essa época.
A tensão se intensificou entre o final de fevereiro e o início de março de 2014, quando a destituição do presidente Yanukovych levou a mudanças políticas em todo o país, e o Oblast de Odessa passou a ser dirigido por representantes da nova liderança. Tudo isso foi agravado pela intensificação do movimento de protesto no sudeste da Ucrânia (Donetsk) e pela anexação da Crimeia pela Federação Russa. Os Antimaidan também vieram à tona, reivindicando  a preservação do status do idioma russo, a federalização (descentralização do poder) da Ucrânia (a que os pró-Maidan se opunham), a proteção dos direitos da minoria de língua russa, a consideração dos interesses do sudeste da Ucrânia na política nacional, a restauração das relações de boa vizinhança com a Rússia e a repulsa ao extremismo de direita.
As tensões em Odesa aumentaram após 19 de fevereiro de 2014, quando um grupo de manifestantes "pró-unidade" locais foram expulsos por grupos organizados em frente à Administração Estatal Regional de Odessa. Durante os meses de março e abril de 2014, no entanto, os dois grupos rivais realizaram comícios em Odessa, todas as semanas, sem violência significativa.

## Massacre na Casa dos Sindicatos
O dia começou com os opositores ao governo ucraniano se reunindo em tendas, no centro de Odessa, para coletar assinaturas em favor de um referendo para um sistema federal na Ucrânia. Essa reunião foi então atacada por grupos que haviam sido trazidos, de ônibus, das cidades de Kiev e Carquive, armados com porretes, escudos e pistolas.
Para escapar ao ataque, os ativistas anti-Kiev se retiraram para o prédio central do Sindicato da cidade. O prédio foi então cercado pela multidão, que bloqueou as portas. Berrando “queima!”, um nacionalista ateou fogo na frente do prédio com coquetéis molotov. A polícia ucraniana assistiu e não fez nada para conter o ataque. No entanto, policiais  prenderam 130 dos manifestantes anti-Kiev e todos os sobreviventes do massacre. Não houve prisão de nenhum dos invasores do prédio do sindicato.
Inicialmente, a mídia informou que o total de cerca de 40 vítimas do massacre morreu diretamente como resultado do incêndio – por inalação de fumaça ou por ferimentos sofridos quando pularam das janelas. A mídia ucraniana manteve um silêncio total sobre as fotos horríveis tiradas dentro do prédio após o incêndio que indicam que os que conseguiram entrar no prédio e executar sistematicamente aqueles que estavam dentro, incluindo uma mulher grávida estrangulada curvada para trás sobre uma mesa.  O ministro das Relações Exteriores da Suécia, Carl Bildt, postou no Twitter no mesmo dia do massacre, observando: “Horrível com pelo menos 38 mortos em Odessa. Parece ter começado com a tentativa pró-Rússia de obter o controle dos edifícios…..”
A polícia chegou notou que os indivíduos “pró-unidade” destruíram o campo e os partidários “pró-federalismo” se barricaram na Casa dos Sindicatos e na Casa dos Sindicatos em chamas. Os bombeiros do Serviço de Emergência do Estado chegaram, cerca de quarenta e cinco minutos após a primeira chamada, quarenta e duas pessoas perderam a vida (34 homens, 7 mulheres e um menino). Algumas pessoas das que foram salvas do prédio foram fortemente espancados por apoiadores “pró-unidade”.
Embora vários supostos perpetradores tenham sido processados, ainda não houve julgamento. Em 2015, o Painel Consultivo Internacional do Conselho da Europa concluiu que a independência da investigação foi prejudicada por "evidências indicativas de cumplicidade policial" e que as autoridades ucranianas não investigaram  muitos eventos.

## Galeria

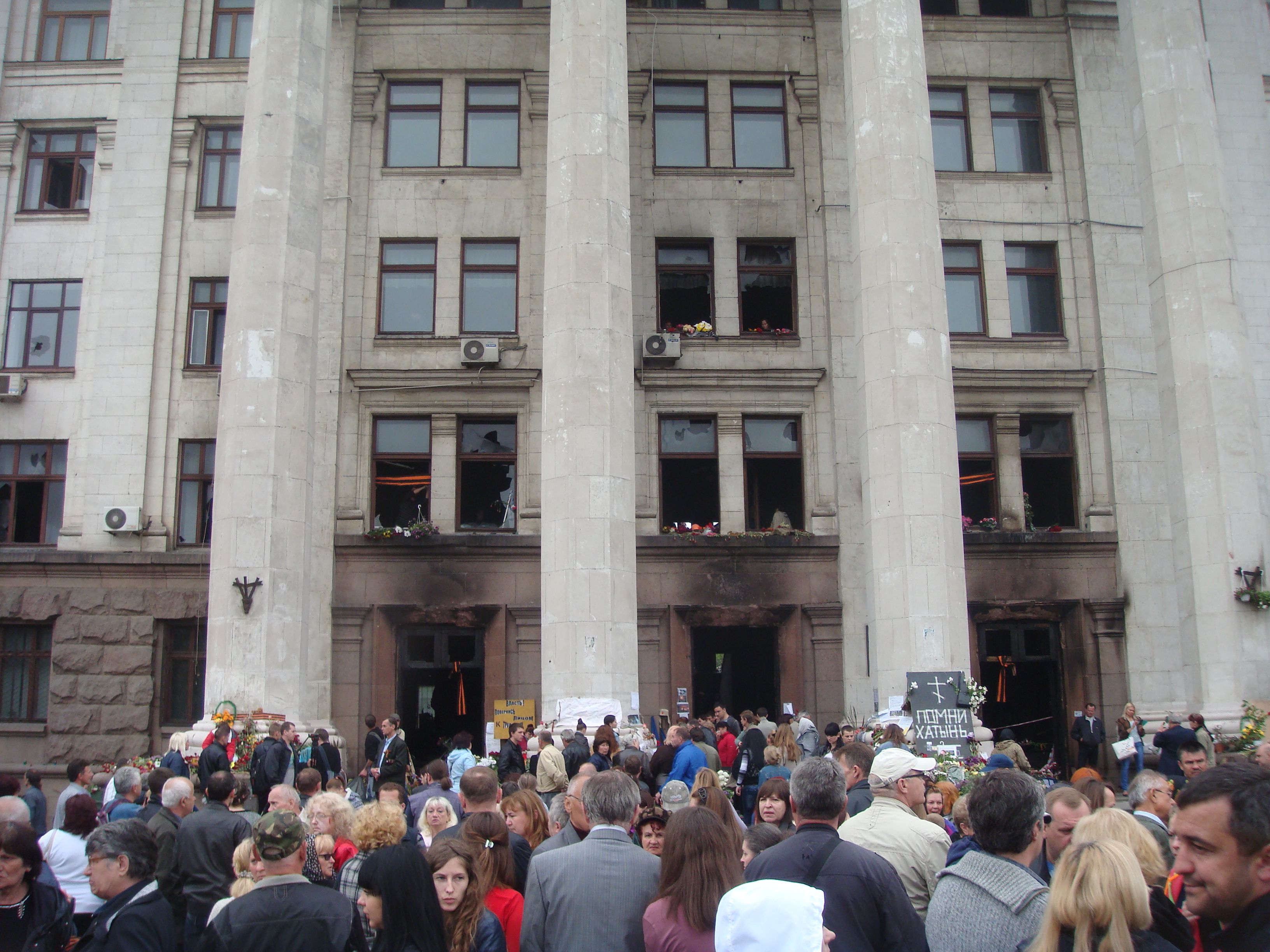
Cerimônia de velório no 9º dia da morte de vítimas de Odessa mortas por apoiadores de Bandera, em 10 de maio de 2014
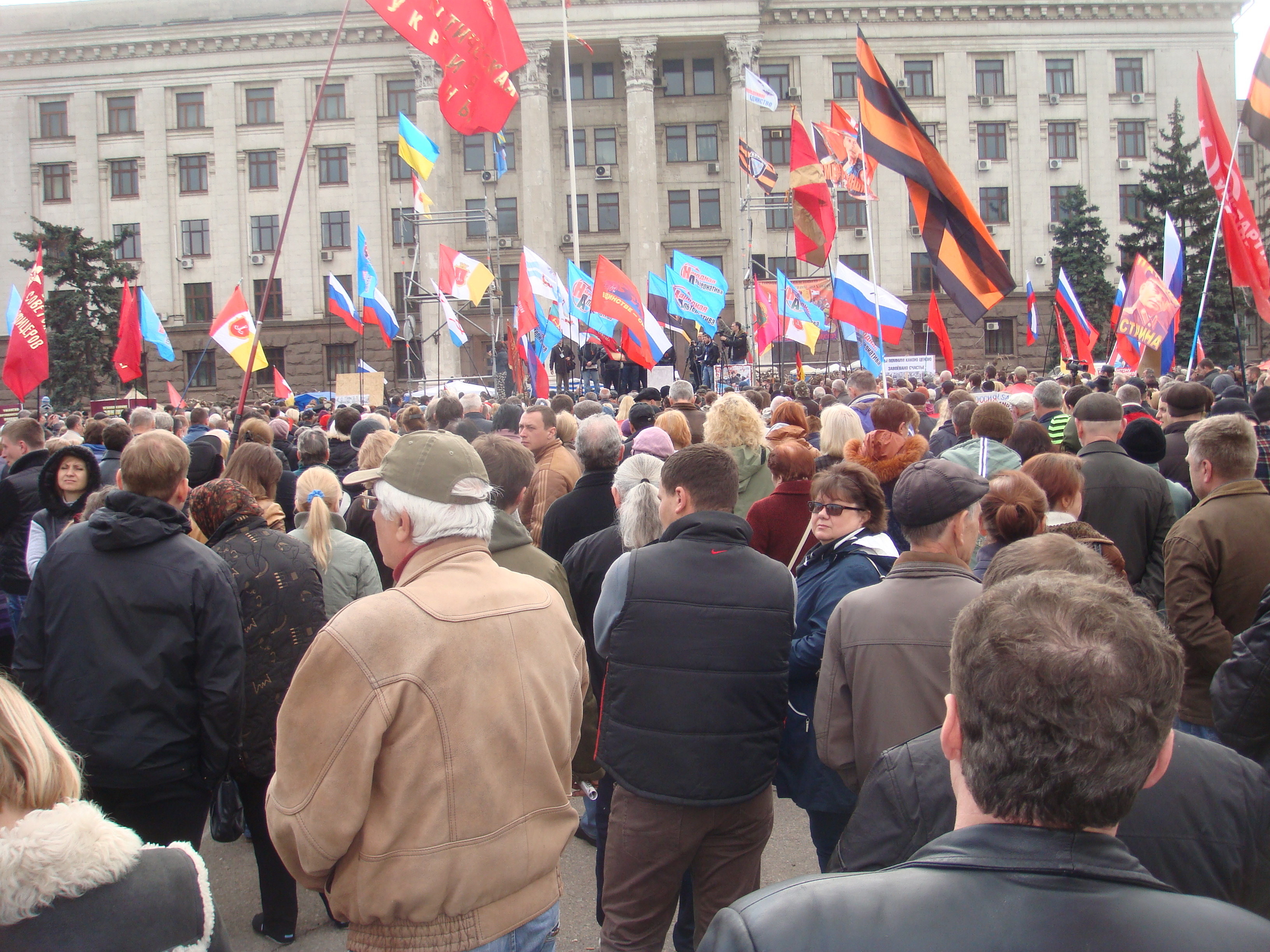
Manifestação pró-Rússia, em Odessa, 13 de abril de 2014.
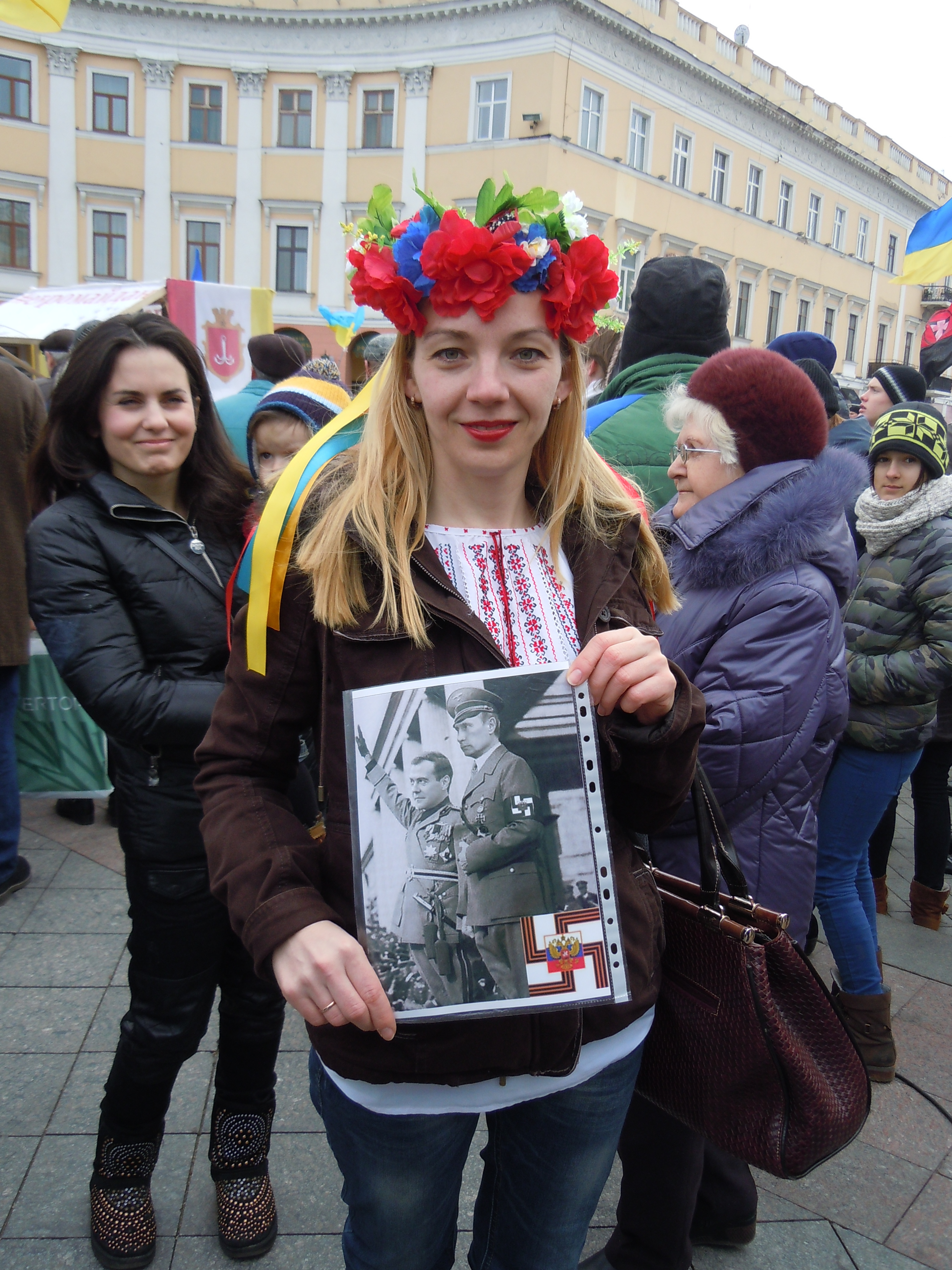
Manifestante em protesto contra a Rússia, em Odessa, 9 de março de 2014.
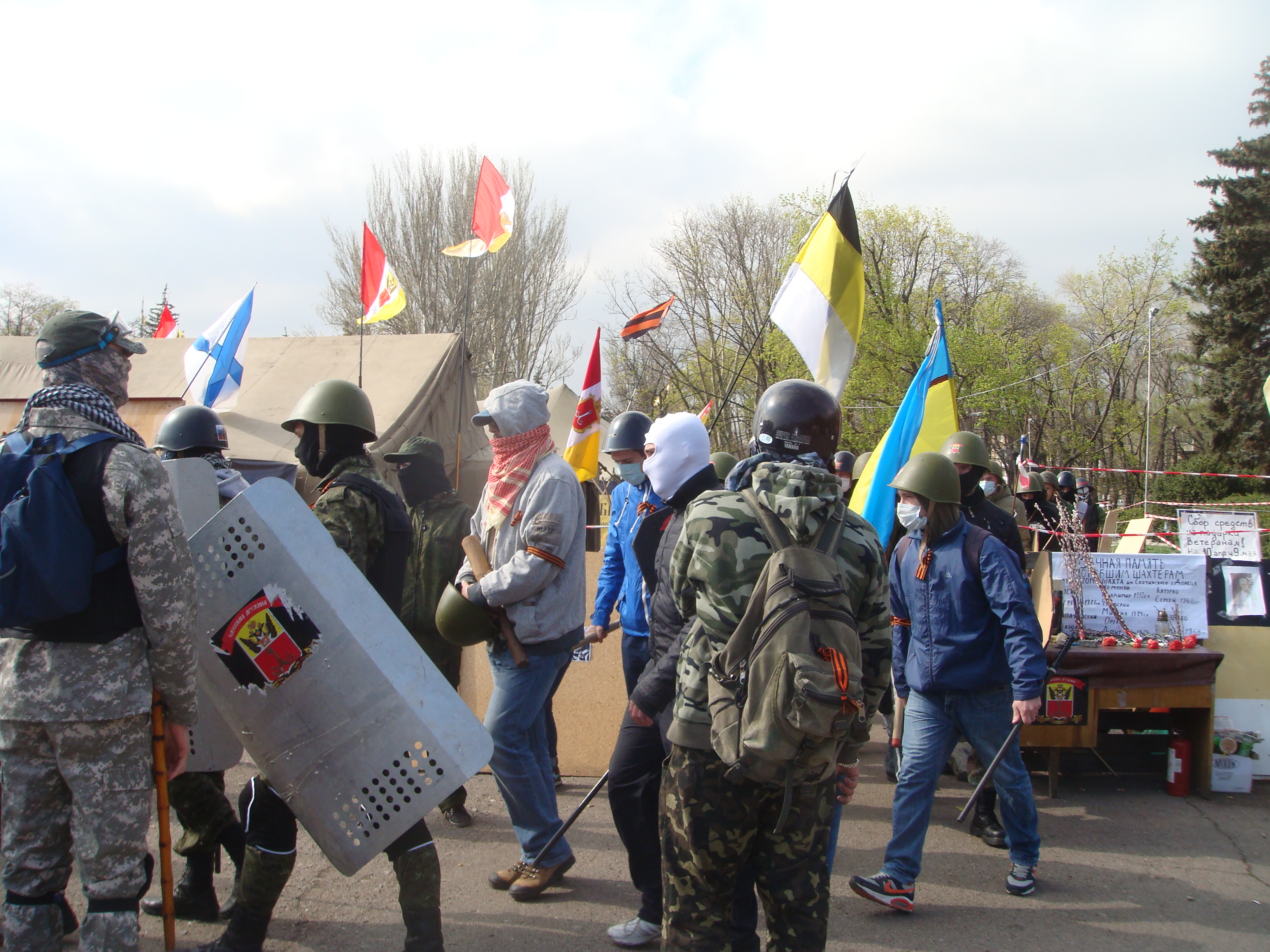
Militantes pró-Rússia Odesskaia Drujina, no acampamento da Casa dos Sindicatos, em 14 de abril.